# Tabanus albiscutellus
Tabanus albiscutellus är en tvåvingeart som beskrevs av Philip 1969. Tabanus albiscutellus ingår i släktet Tabanus och familjen bromsar. Inga underarter finns listade i Catalogue of Life.